# 石峰村
石峰村（いしみねむら）は、1889年（明治22年）4月1日から1906年（明治39年）10月1日まで福岡県遠賀郡にあった村。現在の北九州市若松区の一部にあたる。

## 地理
若松半島の中央部に位置し、北は響灘、南は洞海湾に面していた。

## 歴史
- 1889年（明治22年）4月1日 - 遠賀郡修多羅村、小石村、藤木村、二島村（一部）が合併し石峰村が設立[1][2]。
- 1891年（明治24年）- 修多羅と鞍手郡直方（現直方市）の間に筑豊興業鉄道（のち筑豊鉄道）の鉄道（現筑豊本線）が開通し、石炭輸送が海運から鉄道に転換した[1]。
- 1898年（明治31年）- 大字修多羅が遠賀郡若松町に編入[1]。
- 1906年（明治39年）10月1日 - 若松町と合併し若松町が存続して消滅[1][2]。